# Штейман, Устим Генрихович
Устим Генрихович Штейман (23 февраля 1920, Бердичев, Киевская губерния, УССР — 10 октября 2017, Москва, Россия) — советский, затем российский организатор производства, директор объединения «Краснодарский чай» и совхоза «Дагомысский». Участник Великой Отечественной войны, заслуженный агроном РСФСР, Герой Социалистического Труда (1973). Почётный гражданин города Сочи.

## Биография
Родился 23 февраля 1920 года в Бердичеве (ныне Житомирской области Украины), в еврейской семье. В 1935 году поступил в учительский институт на биологический факультет; учёбу закончил в 1941 году, но был призван на фронт до государственных экзаменов.
В июне 1941 года, так и не сдав выпускных экзаменов, добровольцем ушёл на фронт. Всю войну прослужил в горно-стрелковых подразделениях внутренних войск НКВД. Боевое крещение принял на Северном Кавказе в сентябре 1942 года. На Марухском перевале сражался с альпийскими стрелками дивизии «Эдельвейс». Участвовал в других специальных операциях. За боевые заслуги награждён двумя орденами и медалями. Весной 1946 года уволен в запас в звании лейтенанта.
В 1947 году поступил учиться в Московскую ордена Ленина академию им. К. А. Тимирязева. Был мичуринским стипендиатом, окончил академию с отличием. Отказался от аспирантуры и попросился на производство. Получил распределение в Краснодарский край.
В 1952 году начал работу в Дагомысском чайном совхозе в качестве управляющего отделением. В 1957 году был назначен главным агрономом совхоза, а в 1963 году — директором. В 1972 году после образования фирмы «Краснодарский чай», объединяющей чайные совхозы и чайные фабрики Адлерского, Хостинского и Лазаревского районов города Сочи, стал её генеральным директором и, одновременно оставался директором головного чайного совхоза «Дагомысский».
Указом Президиума Верховного Совета СССР от 7 декабря 1973 года за большие успехи, достигнутые во Всесоюзном социалистическом соревновании, и проявленную трудовую доблесть в выполнении принятых обязательств по увеличению производства и продажи государству зерна и других продуктов земледелия в 1973 году Штейману Устиму Генриховичу присвоено звание Героя Социалистического Труда с вручением ордена Ленина и золотой медали «Серп и Молот».
В должности генерального директора производственного объединения «Краснодарский чай» Штейман, проработал 11 лет — до 1983 года. За этот же период под руководством Штеймана У. Г. была внедрена бестарная перевозка зелёного чайного листа, автоматическое орошение чайных плантаций, применение малой механизации на сборе чайного листа и формовка чайных плантаций. Были заложены сотни гектаров плантаций субтропических культур, модернизированы Дагомысская и Адлерская чайные фабрики. В результате чайные совхозы и перерабатывающие фабрики достигли наивысших результатов, производство зелёного чайного листа только в головном чайном совхозе превысило 4000 тонн, а весь коллектив фирмы вышел на 10 тысяч тонн краснодарского чайного листа. Именно с именем Штеймана связано создание марки «Краснодарский чай».
Позднее был советником министра сельского хозяйства и продовольствия СССР. С 1998 года — президент Российской ассоциации производителей чая и кофе.
Заслуженный агроном Российской Федерации. Почётный гражданин города Сочи.
Скончался в Москве.
Награждён тремя орденами Ленина, двумя орденами Отечественной войны II степени, орденами Дружбы народов, Красной Звезды, медалями, в том числе «За боевые заслуги» и «За отвагу».

## Память
3 марта 2020 года в г. Сочи в посёлке Дагомыс была открыта набережная им. У.Г.Штеймана.